# Kinemania
Kinemania is een geslacht van rechtvleugeligen uit de familie Gryllacrididae. De wetenschappelijke naam van dit geslacht is voor het eerst geldig gepubliceerd in 1990 door Rentz.

## Soorten
Het geslacht Kinemania  is monotypisch en omvat slechts de volgende soort:
- Kinemania ambulans (Erichson, 1842)